# Hontianske Trsťany
Hontianske Trsťany (em húngaro: Hontnádas) é um município da Eslováquia, situado no distrito de Levice, na região de Nitra. Tem 15,54 km² de área e sua população em 2018 foi estimada em 314 habitantes.

## Demografia
| Ano:        | 1994 | 2004   | 2014   | 2024   |
| ----------- | ---- | ------ | ------ | ------ |
| Broj ljudi: | 378  | 346    | 317    | 290    |
| Razlika:    |      | -8,46% | -8,38% | -8,51% |

| Ano:               | 2023 | 2024   |
| ------------------ | ---- | ------ |
| Número de pessoas: | 297  | 290    |
| Diferença:         |      | -2,35% |